# CrossOver
CrossOver ist eine kommerzielle Wine-Version des Unternehmens CodeWeavers. Es sind Versionen für Linux und macOS erhältlich. CrossOver war zu Anfang speziell auf die Unterstützung von Microsoft Office ausgelegt, inzwischen wird aber eine Reihe weiterer Windows-Software unterstützt.

## Entwicklung
CrossOver wird von CodeWeavers entwickelt. Dabei fließen Verbesserungen, die an dem unter LGPL stehenden Wine-Sourcecode vorgenommen werden, in das freie Projekt zurück. CodeWeavers beschäftigt außerdem einige der Wine-Entwickler. Die Konfigurationssoftware, die eine komfortable Installation der Programme erlaubt, steht jedoch unter einer proprietären Lizenz.
CrossOver Server war eine Client-Server-System-Lösung, die die aufwendige, mehrfache Installation von CrossOver und der damit zu installierenden Windows-Software, wie z. B. in Unternehmen, überflüssig machte. Dabei wurde man von einigen dafür zusammengestellten Management-Programmen unterstützt. Die Clients konnten im Gegensatz zum Server nicht nur unter Linux, sondern auch unter Solaris laufen. CrossOver Server wurde im Jahr 2007 eingestellt und in CrossOver Linux Professional integriert.
Bis einschließlich CrossOver 10.3.0 wurde zwischen CrossOver und CrossOver Games unterschieden, die jeweils auf den Betrieb von Office-Software bzw. Spielen optimiert waren und auch im Paket mit verlängertem Support-Zeitraum erworben werden konnten. Mit CrossOver 11 wurde diese Trennung jedoch aufgegeben. Käufer können jetzt zwischen drei verschiedenen Support-Leveln wählen und haben grundsätzlich Zugang zu beiden Versionen (Linux und macOS).